# Tuan Guru
Tuan Guru ("Leermeester"), (geboren 1712 in Tidore, Molukken, overleden 1807 in Bo-Kaap, Kaapstad), wiens echte naam Abdullah Kadi Abdus Salaam was, soms ook Abdullah Ibn Qadhu Abdus Salaam, of in het Engels Qadi Abdussalam, wordt beschouwd als de eerste imam in Zuid-Afrika en speelde een centrale rol in de islamitische gemeenschap van de Kaap-Maleiers. Hij bracht de Koran naar de voorheen christelijke Kaapkolonie door deze uit het hoofd te schrijven en legde daarmee de basis voor de islamitische gemeenschap in Zuid-Afrika.

## Leven
Geboren als prins in het Sultanaat van Tidore nam hij deel aan het verzet tegen de Vereenigde Oost-Indische Compagnie, die actief was op de Molukken. Daarom werd hij tijdens de Vierde Engels-Nederlandse Oorlog van 1780 tot 1784 als staatsgevangene op Robbeneiland naar de Kaapkolonie gedeporteerd.
Tijdens zijn twaalf jaar gevangenschap schreef hij de Koran uit zijn hoofd en met zijn hulp kon hij na zijn gratie in 1792/1793 de islamitische gemeenschap van de Kaap-Maleiers oprichten.
Nog tijdens de Nederlandse heerschappij over de Kaapkolonie, stichtte hij de eerste madrasa in Zuid-Afrika in het warenhuis van de vrijgelaten Coridon van Ceylon en diens dochter Saartjie Van die Kaap aan Dorpsstraat in de Bo-Kaap, waar hij les gaf.  Het gaf een belangrijke impuls aan de islamisering van de Kaap-Maleisische slaven. Voor zijn onderwijs verkreeg Abdus Salaam de eretitel van Tuan Guru. Op hetzelfde terrein stichtte hij ondergronds de Auwal-moskee in de Bo-Kaap, de eerste moskee van het land in 1794, waarvan hij tot aan zijn dood imam is gebleven.
Hij stierf in 1807 op 95-jarige leeftijd en werd begraven op de historische Tana Buru-begraafplaats in Bo-Kaap, die sinds 1886 gesloten was.
Op het ogenblik van zijn dood (1807) telde de moslimschool reeds 375 studenten, meestal slaven en kinderen van slaven en vrijgelaten slaven, hetgeen tot bezorgdheid leidde bij de Britse autoriteiten. Het onderwijs gebeurde aanvankelijk in het Maleis, maar het zou snel blijken dat het Kaap-Hollands (het latere Afrikaans) beter geschikt was als taal van onderricht, aangezien dit de meest algemeen gesproken taal én toen de lingua franca was in Kaapstad en ruime omgeving. Tuan Guru zelf was waarschijnlijk geen vlot spreker van het plaatselijke Kaap-Hollands. Na zijn dood is de taal echter door de plaatselijke imams, zoals Achmat Van Bengalen (de echtgenoot van Saartjie Van die Kaap) naar voren geschoven als onderwijstaal. In de eerste helft van de negentiende eeuw ontstond daardoor ook het zogenaamde Arabisch Afrikaans: Kaap-Hollandse religieuze teksten, die in Arabisch schrift werden neergepend…     

## Werken
Naast zijn manuscripten van de Koran, die bewaard zijn gebleven in de Auwal-moskee, heeft Tuan Guru verhandelingen nagelaten over het islamitisch recht.
Als rechtsgeleerde van de Shafiʿi-rechtsschool dienden zijn juridische verhandelingen in de 19e eeuw als het belangrijkste werk voor Kaap-Maleisische moslims.
- Gemeinsame Normdatei: 1147232059
- Virtual International Authority File: 235151246518044131311